# Mobile Suit Gundam SEED
Mobile Suit Gundam SEED (機動戦士ガンダムSEED (シード), Kidō Senshi Gandamu Shīdo) é uma série de anime de mecha japonesa de 2002 feito pela Sunrise e dirigida por Mitsuo Fukuda. É a nona parcela da franquia Gundam, Gundam SEED ocorre em um futuro, neste caso, na Era Cósmica, a primeira série nessa linha do tempo. Nesta era, a humanidade desenvolveu-se em duas subespécies: os Naturals, que residem na Terra e os Coordinators, humanos geneticamente melhorados, capazes de façanhas incríveis de intelecto que emigram para colônias orbitais artificiais para escapar da perseguição por humanos naturais. A história gira em torno de um jovem Coordinator, Kira Yamato, que se envolve na guerra entre as duas raças depois que uma terceira colônia espacial da facção neutra é invadida pelos Coordinators.
A série de televisão foi transmitida no Japão entre 2002 e 2003, nas redes Tokyo Broadcasting System e Mainichi Broadcasting System, começando uma parceria de transmissão com a franquia Gundam. A série gerou três filmes de compilação e foi adaptada em um mangá, bem como em uma light novel. Uma sequência, Mobile Suit Gundam SEED Destiny foi lançada em 2004. O merchandise foi lançado, incluindo modelos, trilhas sonoras de CD e jogos. Gundam SEED foi licenciado pela Bandai Entertainment para transmissão na América do Norte, e começou a ser transmitido nos Estados Unidos e no Canadá em 2004 e 2005, respectivamente. Os filmes e a sequência também foram licenciados pela Bandai. O mangá e a light novel, bem como a série spin-off, Mobile Suit Gundam SEED Astray, foram licenciados. Os jogos foram lançados na América do Norte. No Brasil, a série deveria ter sido exibida pelo Cartoon Network por volta de 2004, junto com SD Gundam e Gundam Wing, porém a série chegou licenciada e passou a ser exibida somente em 24 de maio de 2017, na sua versão remasterizada em HD, no Crunchyroll.
Mobile Suit Gundam SEED foi amplamente popular com o público no Japão, conquistando inúmeros prêmios, com altas vendas da série de DVD e música. O desenvolvimento e a animação dos personagens ganharam elogios, mas as semelhanças com as séries anteriores da Gundam atraíram comparações e críticas dos fãs do Gundam.

## Enredo
A série é a primeira franquia de Gundam estabelecida na "Comisc Era" (Era Cósmica), na qual a humanidade é dividida entre seres humanos normais da Terra, conhecidos como "Naturals" e os super-humanos geneticamente alterados conhecidos como "Coordinators". O conflito primário do enredo da história deriva do ódio ciumento dos Naturals das habilidades dos Coordinators, levando a crimes de ódio e, eventualmente, a emigração de quase todos os Coordinators que fogem para o espaço para viver uma vida idílica em colônias espaciais orbitais gigantes chamadas PLANTS. A guerra eventualmente explode entre a Terra e as PLANTS. A Terra é dividida entre duas facções principais, as Forças da Terra formadas pela maioria das nações humanas nascidas naturalmente, principalmente a Eurasia e a Federação Atlântica, e um grupo natural de supremacistas humano conhecido como Blue Cosmos com seu slogan: "Para a preservação de nosso mundo azul e puro". As Forças da Terra não são uma aliança unificada, e existem lutas internas e desconfiança entre os vários estados-nação. A segunda grande nação da Terra é a União Orb, uma nação firmemente politicamente neutra e isolacionista localizada em pequenas ilhas do Oceano Pacífico, regida por uma monarquia hereditária e ainda contém cidadãos Coordinators. Dois eventos principais precedem a história, conhecida como a tragédia de Fevereiro Sangrento, que iniciou a guerra entre as PLANTS e as Forças da Terra quando uma das estações espaciais da PLANT, Junius-7, é destruída por uma bomba nuclear. O segundo evento é o contra-ataque das PLANTS que enterram Neutron Jammers profundamente na crosta da Terra que acabou causando interrupção em todas as reações nucleares, radares e rádios de longo alcance, fazendo com que a maioria das áreas da terra fica-se sem eletricidade ou comunicação, e exigindo que os mobiles suits dependam de baterias recarregáveis.
As PLANTS possuem um grande poder tecnológico, desenvolvendo muitas novas tecnologias que lhes dão poder igual à Terra, apesar da sua população muito pequena. É a invenção dos Mobiles Suits que dão aos militares a vantagem no início da guerra.
A história começa na colônia espacial neutra da União Orb, Heliopolis, onde é desenvolvido em segredo 5 avançados mobiles suits, um esforço de guerra das Forças Terra em troca de seus dados técnicos serem compartilhados com os militares neutros da União Orb. Além disso, Heliopolis constrói um navio-batente de transporte único, o Archangel para guardar os cinco mobiles suits para as Forças da Terra. A colônia é atacada pelas forças da ZAFT, os militares dos Coordinators, com o objetivo de roubar as novas unidades. Durante a incursão, um estudante e Coordinator do sindicato Orb chamado Kira Yamato, ao ver seus amigos em perigo, pilota o mobiles suit GAT-X105 Strike para afastar os invasores, mas a colônia fica gravemente danificada na luta subsequente. À medida que Heliopolis se desintegra, os sobreviventes embarcam no Archangel e começam a jornada para a base da Aliança no Alasca. Durante a viagem à Terra, Kira pilotas o Strike para combater uma série de ataques da ZAFT, mas é aparentemente morto por seu amigo de infância, o soldado da ZAFT Athrun Zala, durante uma de suas batalhas em que ele também  quase morre. Kira sobrevive ao ataque e é levada por um sacerdote cego à uma das colônias espaciais da PLANT, onde os Coordinators se recuperam. O Archangel chega no Alasca, mas a ZAFT lança um ataque em grande escala na base dominando seus inimigos.
Kira vai para o Alasca com o ZGMF-X10A Freedom, um avançado, com energia nuclear, e Neutron Jammer mobile suit roubado pela cantora pop Coordinator, Lacus Clyne filha de Siegel Clyne, Presidente do Conselho Supremo da PLANT. Usando o Freedom, Kira termina a batalha entre os dois exércitos, mas a base do Alasca é posteriormente destruída. O Archangel foge para o país neutro da União Orb. O Archangel e um navio novo, o navio da União Orb, Kusanagi, deixa a Terra para o espaço onde eles se juntam à facção rebelde de Lacus Clyne e seu navio de guerra da ZAFT roubado, the Eternal (destinado a levar os mobiles suits Freedom e Justice) para formar a Aliança dos Três Navios com o objetivo comum de acabar com a guerra entre os Naturals e Coordinators. Em meio ao conflito, Athrun descobre que Kira sobreviveu e o procurou sob ordens para recuperar Gundam Freedom e recebe um protótipo igualmente poderoso, o Gundam Justice. No entanto, depois de descobrir que Patrick Zala, o pai de Athrun e o líder de facção militante radical do Conselho Supremo da PLANT, planejam cometer um genocídio, Athrun deserta e se junta à Aliança dos Três Navios. Na batalha final, as Forças da Terra implementam a tecnologia Neutron Jammer Canceler, equipada com armas nucleares, copiada de dados roubados dos sistemas de energia dos Gundams Freedom e Justice. As Forças da Terra pretendem destruir as colônias espaciais da PLANT, mas são interrompidas pelo GENESIS da ZAFT, um laser de armas projetado para cometer o genocídio sobre os Naturals. A Aliança dos Três Navios intervém para derrotar o GENESIS para acabar com a batalha. A guerra finalmente termina quando um tratado de paz é assinado.

## Produção
Mobile Suit Gundam SEED foi dirigido por Mitsuo Fukuda (Future GPX Cyber Formula e Gear Fighter Dendoh) com música de Toshihiko Sahashi. A série foi anunciada pela primeira vez em junho de 2002, enquanto um trailer estava disponível em setembro no site oficial da série. Um total de oito escritores foram responsáveis pela série. Os personagens foram desenhados por Hisashi Hirai, enquanto os desenhos mecânicos foram feitos por Kunio Okawara e Kimitoshi Yamane. O gerente de planejamento de Mobile Suit Gundam, Koichi Inoue, afirmou que a equipe que fez ' Gundam SEED foi uma equipe nova e jovem que continuaria trabalhando com as seguintes séries Gundam. Inoue, no entanto, trabalharia com o anime baseado na série Gundam original. Fukuda afirmou que Gundam SEED foi inicialmente contada pelo ponto de vista de Kira, mas, mais profundamente na série, o ponto de vista mudaria para outros personagens. Seu foco principal na série foi entreter o público, ressaltando que o drama se desenvolveria através da série de uma maneira semelhante às séries anteriores de Gundam. A primeira parte em que trabalhou foi o enredo seguido das sequências de ação, afirmando que as características humanas eram mais importantes do que as sequências de combate. Em retrospectiva, Fukuda disse que o desejo de Kira de lutar foi forçado a ele devido ao desejo de proteger seus amigos. Além disso, considerou essas ações como baseadas em pensamentos japoneses.

## Recepção

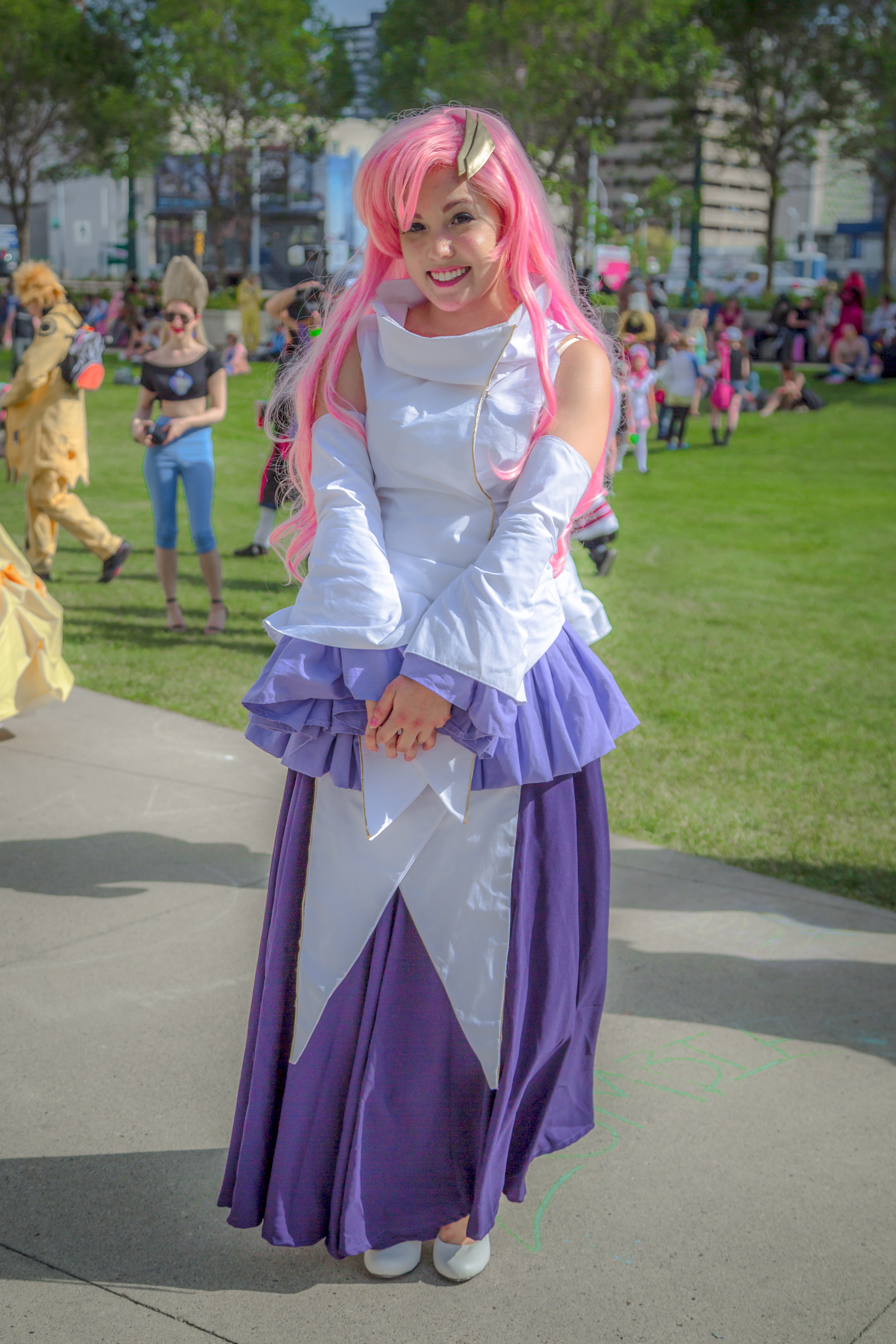
Cosplayer de Lacus Clyne, personagem da série.

O show tornou-se um dos mais populares da série Gundam no Japão, desfrutando de altas classificações de televisão e vendas de DVD. Em abril de 2004, a Bandai Visual anunciou que um milhão de cópias do DVD de Gundam SEED tinha sido vendido no Japão, com o primeiro volume vendendo  mais de 100.000 cópias. No total, a série estabeleceu um recorde de fazer oito DVDs aparecerem nas primeiras oito maiores vendas. O mesmo recorde foi repetido em 2016 por Mr. Osomatsu. As vendas de CDs também foram altas com o CD único do primeiro tema de encerramento da série tornando-se um dos CDs mais vendidos no Japão durante 2002. Em julho de 2004, 10 milhões de modelos de plástico de Gundam SEED haviam sido vendidos em todo o mundo. No mesmo mês, Jerry Chu, gerente de marketing da Bandai Entertainment Inc., afirmou que a resposta a "Gundam SEED" foi altamente positiva, tendo quebrado recordes de notas quando foi exibido no Japão. Chu acrescentou que essa reação nos Estados Unidos foi a notícia mais entusiasmada que Bandai recebeu nos últimos seis anos. De acordo com o analista John Oppliger, da AnimeNation, Gundam SEED tornou-se a primeira série Gundam, que foi amplamente bem sucedida, não só entre "fãs de Gundam e otaku hardcore", mas também entre "mainstream, espectadores japoneses casuais". Gundam SEED foi o oitavo vencedor do Prêmio TV Feature no Animation Kobe Awards em 2003. Foi o terceiro vencedor no Japanese Otaku Awards em 2003. Ganhou o prêmio Animage do vigésimo quinto Anime Grand Prix em 2002, com os personagens Kira Yamato e Lacus Clyne no topo das categorias masculino e feminino de animes, respectivamente. Ele encabeçou os gráficos na pesquisa do leitor da revista Newtype em 2004. No entanto, o show não foi bem recebido por antigos fãs japoneses. Em fevereiro de 2004, o presidente da Sunrise, Takayuki Yoshii, afirmou que era porque Gundam SEED incorporava elementos de populares dramas live-action da televisão. Por outro lado, a Bandai Visual reportou em abril de 2004 que Gundam SEED tinha uma ampla audiência, incluindo os telespectadores jovens e mais velhos. Gundam SEED ficou em 40ª posição do ranking dos 100 melhores animes de todos os tempos, feito pela NHK em maio de 2017.
Gundam SEED foi elogiado por ser um destaque em uma longa linha da série Gundam com Paul Fargo, da Anime News Network, chamando-o de "o melhor das linhas alternativas, mas é um dos melhores títulos de Gundam". A história foi elogiada por suas sequências de batalha, bem como por suas cenas dirigidas para os personagens, nenhum dos quais foi inspecionado para ter prejudicado a ênfase do outro. A série foi notada como "downshift" no ritmo de seus primeiros episódios, já que o desenvolvimento dos personagens principais começou a progredir ao longo de temas políticos, que atraiu alguns públicos. No início da série, foram feitas especulações em relação ao progresso dos relacionamentos dos personagens. A relação entre Kira Yamato e Athrun Zala ganhou elogios, pois resultou em cenas de ação entre seus mobiles suits, enquanto em avaliações posteriores surgiram especulações de que os dois se tornariam aliados.
O clímax foi elogiado por trazer inclusões inesperadas dentro da guerra, bem como revelações sobre os papéis dos personagens. Um comentário comum entre os escritores foi que Gundam SEED combinou elementos das séries Gundam anteriores e mostrou-o de forma rápida, tornando-o agradável para os fãs mais novos, mas ainda envolvendo fãs mais velhos familiarizados com as séries anteriores. O escritor DVD Verdict, Mitchell Hattaway, observou ainda que, enquanto usava elementos de outras séries de anime, ainda sim "o desenhava tão rapidamente [ele] logo descobriu que estava envolvido no processo". Carl Kimlinger da Anime News Network declarou que Gundam SEED adaptou a série original Mobile Suit Gundam de 1979 para um público moderno, da mesma forma que Mobile Suit Gundam 00 seria uma adaptação de Mobile Suit Gundam Wing. Bamboo Dong do mesmo site afirmou que, enquanto isso causou a aparição de um grupo "hardcore anti - Gundam Seed fanáticos" que criticaram a série por esses traços, no entanto, era divertido observar e dar aos adeptos de anime um passo na "Gundam fandom".
A qualidade da animação levou Derrick L. Tucker, do THEM Anime Reviews,  a dizer que é "de longe a o melhor de qualquer série Gundam até à data". Além disso, a trilha sonora foi popular por trazer artistas populares do J-pop, como Nami Tamaki e T.M. Revolution para tocar as músicas de tema. O elenco consiste em muitos atores de voz talentosos, como Rie Tanaka, Seki Tomokazu e Houko Kuwashima, que proporcionaram profundidade emocional em cenas que o exigiam. A dublagem em inglês obteve reviews favoráveis na maior parte, mas as comparações entre o inglês e a dublagem japonesa original, revelaram fraquezas na retratação dos personagens.

### Controvérsias
O décimo sexto episódio de Gundam SEED apresenta uma cena em que Kira Yamato é visto vestindo-se depois de sair de uma cama onde a adolescente Flay Allster está dormindo nua, sugerindo uma relação sexual. A Japanese Commission for Better Broadcasting  informou que os espectadores apresentaram queixas relativas à cena, pois o show foi exibido às 6 da noite, quando as crianças estariam assistindo. Mainichi respondeu, mencionando que deveria ter dado uma consideração mais cuidadosa ao episódio antes de transmiti-lo. A cena foi estendida em um dos filmes de compilação com John Oppliger, observando que expandiu a cena fora da tela com três disparos.

## Mídias

### Anime

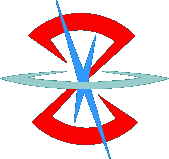
Logo do exército dos Coordinators, Zodiac Alliance of Freedom Treaty (ZAFT).

A série estreou no Japão nas redes Tokyo Broadcasting System e Mainichi Broadcasting System, onde ocupou os sábados às 18:00h, substituindo Ultraman Cosmos. Mobile Suit Gundam SEEDfoi exibido entre 5 de outubro de 2002 e 27 de setembro de 2003. Cada episódio foi transmitido pela Internet no dia seguinte ao da transmissão, para os usuários que se inscreveram nos serviços Nippon Telegraph and Telephone, no formato Windows Media ou Real. A série foi vendida no Japão com treze volumes em DVD liberados de 28 de março de 2003 a 26 de março de 2004. Em 26 de março de 2004, um epílogo de cinco minutos chamado After Phase: In the Valley of Stars foi lançado no décimo terceiro e último DVD do lançamento japonês. Um conjunto de Box DVD da série foi lançado em 23 de fevereiro de 2010. Uma sequência, de cinquenta episódios, intitulada Mobile Suit Gundam SEED Destiny exibida no Japão em 9 de outubro de 2004 a 1 de outubro de 2005, transmitido nas mesmas estações de Gundam SEED. Gundam SEED Destiny ocorre dois anos após a série original e segue Shinn Asuka, concentrando-se principalmente no seu envolvimento na nova guerra.
Uma edição de remasterização em HD da série foi confirmada em agosto de 2011, embora Mitsuo Fukuda tenha declarado que havia informações vazadas e que a informação oficial viria nos próximos dias. Em novembro de 2011, a Bandai anunciou o lançamento da série em quatro compilações de Blu-ray entre março e dezembro de 2012. A versão HD foi transmitida pela primeira vez no site do Bandai Channel em dezembro de 2011 e foi exibida no Japão entre janeiro e novembro de 2012.
A Bandai Entertainment licenciou a animação de Gundam SEED em 15 de fevereiro de 2004, e começou a ser exibido nos Estados Unidos e no Canadá em 2004 e 2005, respectivamente. A adaptação inglesa foi produzida em associação com a The Ocean Group e a dublagem em língua inglesa foi gravada no Ocean Studios em Vancouver, no Canadá. A série foi lançada em dez DVDs em formato bilíngue entre 10 de agosto de 2004 e 10 de maio de 2005. O epílogo não foi lançado no lançamento do DVD norte-americano porque a Sunrise não licenciou para a Bandai Entertainment; no entanto, foi lançado no lançamento final do DVD europeu. Beez Entertainment também publicou a série em dez DVDs de 13 de junho de 2005 a 6 de março de 2006. Um conjunto de duas partes chamado "Anime Legends Edition" foi lançado em 8 de janeiro de 2008 e 4 de março de 2008, com cada conjunto contendo cinco DVDs.
No Brasil, a série deveria ter sido exibida pelo Cartoon Network brasileiro por volta de 2004, porém a série chegou licenciada e passou a ser exibida somente em 24 de maio de 2017, na sua versão remasterizada em HD, no Crunchyroll. Os episódios foram disponibilizados em agosto com o áudio original e legendas em português.
Em 11 de outubro de 2014, em seu painel de 2014 da New York Comic-Con, a Sunrise anunciou que eles estarão re-lançando toda a franquia Gundam, incluindo Gundam SEED na América do Norte, embora a distribuição seja feita  pela Right Stuf Inc., começando na primavera de 2015. Em 11 de agosto de 2017, no painel da Otakon de 2017, a Sunrise anunciou que lançará o remaster HD de SEED na América do Norte com uma nova dublagem em inglês produzido pela NYAV Post.

### Filme
Uma compilação de filme de três partes da série de televisão foi lançada como Mobile Suit Gundam SEED: Special Edition. Cada filme de compilação é de 90 minutos de duração e relata a história de Gundam SEED, com cenas adicionais e alteradas das séries de TV. Mobile Suit Gundam SEED Destiny seguiu a mesma fórmula em quatro filmes de compilação com Gundam SEED Destiny: Special Edition. Eles foram liberados em 27 de agosto a 22 de outubro de 2004 em formato DVD. Os três filmes foram relançados ao lado dos quatro filmes de Gundam SEED Destiny em 25 de fevereiro de 2010. Gundam SEED: Special Edition foi licenciado para a América do Norte pela Bandai Entertainment e foi lançado em DVDs em inglês, entre 11 de juhlo de 2005, e 22 de novembro de 2005. Uma BOX de DVD dos três filmes foi lançada pela Bandai em 26 de novembro de 2008 sob o título de "Mobile Suit Gundam SEED Complete Feature Collection".

### Música

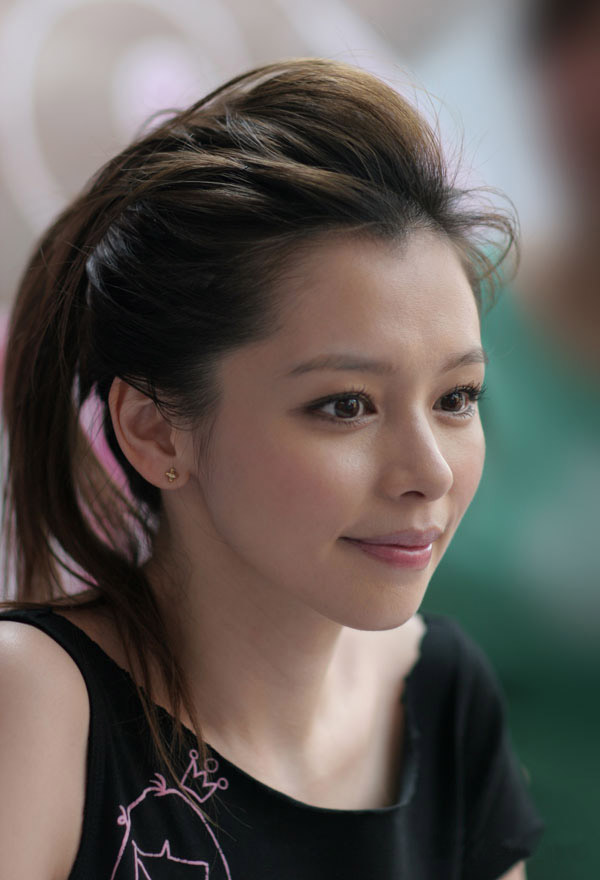
Vivian Hsu cantou a segunda abertura da série e deu voz à Aisha.

A música da série é composta por Toshihiko Sahashi com CDs publicados pela Victor Entertainment. Artistas notáveis que cantaram temas de abertura e encerramento para a série incluem Nami Tamaki, que tinha quatorze anos quando o terceiro tema de abertura foi usado, e T.M. Revolution, que também forneceu a voz para o personagem, Miguel Aiman. Foram lançadas quatro trilhas sonoras originais entre 4 de dezembro de 2002 e 16 de dezembro de 2004. Eles incluem músicas de fundo, temas inseridos, bem como alguns temas de abertura e encerramento. Symphony SEED -Symphonic Suit Mobile Suit Gundam SEED- é um álbum de colaboração entre as músicas de Mobile Suit Gundam SEED e a London Symphony Orchestra lançado em 8 de maio de 2004 contendo um total de dez faixas. Um DVD de compilação, com quatro videos musicais de Mobile Suit Gundam SEED e Mobile Suit Gundam SEED Destiny, foi lançado em 24 de maio de 2006 sob o título Mobile Suit Gundam SEED & SEED DESTINY Clipping 4 Songs.
Cinco CDs de personagens com temas realizados pelos atores de voz japoneses foram lançados entre 21 de março de 2003 e 23 de julho de 2003. Dois álbuns de compilação também foram lançados: Mobile Suit Gundam SEED COMPLETE BEST foi lançado em 22 de novembro de 2006, com treze faixas. Mobile Suit Gundam SEED ~ SEED DESTINY BEST "THE BRIDGE" Across the Songs from GUNDAM SEED & SEED DESTINY  é uma compilação de dois CDs de temas finais, músicas de inserção e personagens de Gundam SEED e Gundam SEED Destiny. Todas as músicas de Gundam SEED e Gundam SEED Destiny do T.M.Revolution foram coletadas em um CD intitulado X42S-REVOLUTION, lançado em 24 de março de 2010. A versão de edição limitada inclui um DVD com vídeos de música da série de anime. Dois outros singles de CD foram lançados durante o ano de 2012 apresentando as novas músicas de tema do HD remaster de Gundam SEED.

### Mangá
Uma série em mangá foi escrita por Masatsugu Iwase com base nos eventos da série de anime. Foi publicado em cinco volumes tankōbon de 20 de março de 2003 a 21 de janeiro de 2005 pela Kodansha. A versão em inglês foi publicada na América do Norte pela Del Rey Manga que a licenciou em janeiro de 2004 como um dos seus primeiros títulos, e lançado entre 27 de abril de 2004 e 30 de agosto de 2005.. Outra série spin-off é Mobile Suit Gundam SEED Astray, escrita por Tomohiro Chiba e ilustrada por Kōichi Tokita, que se concentrou nos três protótipos de mobiles suits MBF-P0x e seus respectivos pilotos e organizações. Foi publicado em três volumes tankōbon de 28 de abril de 2003 a 26 de fevereiro de 2004 pela Kadokawa Shoten. O lançamento em inglês foi anunciado pela Tokyopop em dezembro de 2003. Os volumes foram lançados entre 11 de maio de 2004 e 9 de novembro de 2004. Um mangá de um volume intitulado Mobile Suit Gundam SEED featuring SUIT CD (機動戦士ガンダムSEED featuring SUIT CD) foi escrito por Yasushi Yamaguchi e lançado em 22 de janeiro de 2005 pela Kadokawa. Em 2012, a Kadokawa lançou uma nova série de mangás intitulada Mobile Suit Gundam SEED: Re de Juu Ishiguchi. O mangá conta os eventos das séries de televisão. Atualmente, é coletado em 3 volumes de Tankobon por Kadokawa Shoten.
Mais duas histórias laterais intituladas Mobile Suit Gundam SEED Astray R e Mobile Suit Gundam SEED X Astray foram criadas. Toda Yasunari substituiu Tokita como ilustrador no primeiro, enquanto Tokita retomou seu papel no último. Mobile Suit Gundam SEED Astray R segue as aventuras do piloto da Red Frame, Lowe e seus companheiros da Junk Guild e se interliga com os eventos da série Astray original. Abrangeu quatro volumes publicados a partir de 20 de março de 2003 e até 26 de agosto de 2004. Os volumes ingleses publicados pela TokyoPop foram liberados de 8 de fevereiro de 2005 a 8 de novembro de 2005. Gundam SEED X Astray é sobre Canard Pars, que é um experimento falhado do programa Ultimate Coordinator. Canard está à procura de Kira Yamato, o Ultimate Coordinator de sucesso, para que ele possa derrotá-lo e provar que ele não era um "fracasso". Dois volumes foram publicados para a série em maio e outubro de 2005. TokyoPop publicou seus dois volumes em 31 de outubro de 2006 e 27 de fevereiro de 2007. Havia uma história em "photo novel" intitulada Mobile Suit Gundam SEED Astray B, que foi ilustrada por Toda Yasunari. Um único volume da série foi publicado em 31 de agosto de 2005 e segue Gai Murakumo e seus colegas mercenários Serpent Tail.
Existe uma yonkoma série intitulada Mobile Suit Gundam SEED Club Yonkoma que compartilha os eventos de Gundam SEED e Gundam SEED Destiny. Os quadrinhos eram uma joint venture entre o clube de fãs oficial Gundam SEED da Sunrise e a revista japonesa Newtype. Kadokawa Shoten lançou as primeiras publicações do yonkoma em 8 de agosto de 2005.

### Light novels
Uma adaptação, em light novel, da série de TV foi feita por Riu Goto. Originalmente, era um suplemento de Kadokawa Sneaker Bunko com ilustrações de Ogasawara Tomofumi. As histórias foram eventualmente publicadas em cinco volumes pela Kadokawa Shoten com a primeira em março de 2003  e a quinto em janeiro de 2004. Tokyopop lançou as primeiras três light novels na América do Norte de 11 de outubro de 2005 a 9 de maio de 2006. Dois volumes de light novels da série spin-off Mobile Suit Gundam SEED Astray também foram criados por Tomohiro Chiba e publicados por Kadokawa em 1 de setembro de 2003 e 1 de julho de 2004.

### Jogos
Os jogos foram lançados com base na série de anime: Gundam Seed: Federation vs. Z.A.F.T. II para arcades, Mobile Suit Gundam Seed: Tomo to Kimi to Senjou de (機動戦士ガンダムSEED: 友と君と戦場で, lit. "Friends and Foes on the Battelfield") e Gundam Seed: Battle Assault para o Game Boy Advance, Gundam Seed: Federation vs. Z.A.F.T., Mobile Suit Gundam Seed, Mobile Suit Gundam Seed: Never Ending Tomorrow, Mobile Suit Gundam Seed Destiny: Generation of CE, e Gundam Seed: Federation vs. Z.A.F.T. 2 Plus para PlayStation 2. Um jogo para PlayStation Portable também foi lançado sob o título de Gundam Seed: Federation vs. Z.A.F.T. Portable bem como um jogo de celular, Mobile Suit Gundam SEED Phase-Act Delivery. Artdink desenvolveu o primeiro jogo Gundam de PlayStation Vita, Mobile Suit Gundam SEED Battle Destiny (機動戦士ガンダムSEED BATTLE DESTINY). Lançado em 7 de junho de 2012, o jogo cobre eventos de Gundam SEED e Gundam SEED Destiny.
Personagens de Gundam SEED apareceram nos jogos de crossover de Gundam. Esses incluem Mobile Suit Gundam: Gundam vs. Gundam Next, e a série SD Gundam G e alguns jogos da série Gundam Battle Assault, Dynasty Warriors: Gundam 2, and Dynasty Warriors: Gundam 3. Outras séries de crossover incluem Super Robot Wars, assim como Another Century's Episode 3 e Another Century's Episode: R, e Super Hero Generation.

### Outras mercadorias
Os Guidebooks foram lançados para Gundam SEED como Mobile Suit Gundam SEED Ultimate Super Encyclopedia (決定版　機動戦士ガンダムSEED超百科) em 10 de julho de 2003. Dois guias oficiais foram lançados no Japão em 18 de julho de 2003 pela Kadokawa Shoten: Mobile Suit Gundam SEED Photos Freedom Kira (機動戦士ガンダムSEED写真集 FREEDOMキラ) e Mobile Suit Gundam SEED Photos Justice Athrun (機動戦士ガンダムSEED写真集 JUSTICEアスラン) focando em Kira Yamato e Athrun Zala, respectivamente. No mesmo ano, uma série de guias com o rótulo de "Arquivo Oficial" foi lançada no Japão. Um guia intitulado Mobile Suit Gundam SEED – All Characters Analysis (僕たちの好きなガンダムSEED 全キャラクター徹底解析編) foi publicado em 19 de abril de 2004, apresentando uma extensa análise sobre o enredo e os personagens. Um guia mais detalhado, Mobile Suit Gundam SEED Perfect Archive Series (僕たちの好きなガンダムSEED PERFECT ARCHIVE SERIES), apresentando artigos sobre personagens, tecnologia e universo foi publicado em março de 2006. Um livro de arte intitulado Mobile Suit Gundam SEED RGB Illustrations (機動戦士ガンダムSEED RGB ILLUSTRATIONS) foi lançado em 26 de julho de 2004.